# Anthony Lecointe
Anthony Lecointe dit "Ti'mousse" est un footballeur français né le 5 octobre 1980 à Boulogne-sur-Mer. Il évolue au poste d'arrière droit.

## Biographie
Anthony est le symbole de l'USBCO, présent au club pendant plus de douze ans, il y a tout connu, le CFA, le National, la Ligue 2 et en 2009 la Ligue 1.
L'arrière droit de poche est avec Guillaume Ducatel, l'un des deux seuls joueurs à avoir participé aux trois montées du club jusqu'à la Ligue 1 en 2005, 2007 et 2009.
Le 25 juin 2012, il signe à l'USL Dunkerque après la relégation de Boulogne en National. À l'issue de cette saison, son club est promu en National et il prolonge son engagement.

## Carrière
| Saison                | Club                  | Championnat           | Championnat | Championnat | Coupe nationale | Coupe nationale | Coupe de la Ligue | Coupe de la Ligue | Total | Total |
| Saison                | Club                  | Division              | M.          | B.          | M.              | B.              | M.                | B.                | M.    | B.    |
| 2005-2006             | US Boulogne           | National              | 15          | 0           | -               | -               | -                 | -                 | 15    | 0     |
| 2006-2007             | US Boulogne           | National              | 12          | 0           | 2               | 1               | -                 | -                 | 14    | 1     |
| 2007-2008             | US Boulogne           | Ligue 2               | 29          | 0           | 3               | 0               | 3                 | 0                 | 35    | 0     |
| 2008-2009             | US Boulogne           | Ligue 2               | 28          | 0           | 5               | 0               | 1                 | 0                 | 34    | 0     |
| 2009-2010             | US Boulogne           | Ligue 1               | 22          | 0           | 4               | 1               | 1                 | 0                 | 27    | 1     |
| 2010-2011             | US Boulogne           | Ligue 2               | 20          | 0           | 3               | 0               | 4                 | 0                 | 27    | 0     |
| 2011-2012             | US Boulogne           | Ligue 2               | 19          | 0           | 3               | 0               | 1                 | 0                 | 23    | 0     |
| 2012-2013             | USL Dunkerque         | CFA                   | 32          | 0           | 1               | 0               | -                 | -                 | 33    | 0     |
| 2013-2014             | USL Dunkerque         | National              | 31          | 0           | 2               | 0               | -                 | -                 | 33    | 0     |
| Total sur la carrière | Total sur la carrière | Total sur la carrière | 208         | 0           | 23              | 2               | 10                | 0                 | 241   | 2     |